# Высокие Дечаны
Высо́кие Де́чаны (серб. Високи Дечани, Visoki Dečani, неофициально также Дечанская лавра или Высоко-Дечанская лавра) — мужской монастырь Рашско-Призренской епархии Сербской православной церкви, расположенный в 12 км к югу от города Печа у подножья гор Проклетие в западной части Косова.
Главный сербский православный монастырь в Косове. Главный собор монастыря — крупнейший средневековый храм на Балканах, обладающий самым большим из сохранившихся собраний византийских фресок. Объект Всемирного наследия ЮНЕСКО.

## История
Монастырь был основан королём Стефаном Дечанским в 1327 году. Грамота об основании датирована 1330 годом. В 1331 году король Стефан умер и был похоронен в стенах монастыря, который с того времени превратился в место паломничества. Действительно, эпитет «дечанский» говорит о короле, как основателе монастыря. Строительство было продолжено его сыном Стефаном Душаном вплоть до 1335 года, а роспись стен была завершена только к 1350 году.
Эпоха реставрации Печской патриархии во второй половине XVI века становится самым благоприятным периодом истории монастыря. В это время и на протяжении XVII века монастырская ризница, библиотека и другие монастырские здания пополняются драгоценными реликвиями. Особенно важной в этот период становится работа монастырских книжников, переписывавших богослужебные и богословские книги. Во время «великого переселения сербов» и правления патриарха Арсения III Чарноевича монастырь грабят турки. Наступают тяжелые времена, когда монастырь едва сумел сохранить численность своей монашеской братии.
Князь Милош строит вспомогательное здание монастыря в 1836 году, а князь Александр в 1849 году дарит монастырю мощи святого короля Стефана Дечанского. На протяжении XIX века обновлены все монастырские здания.

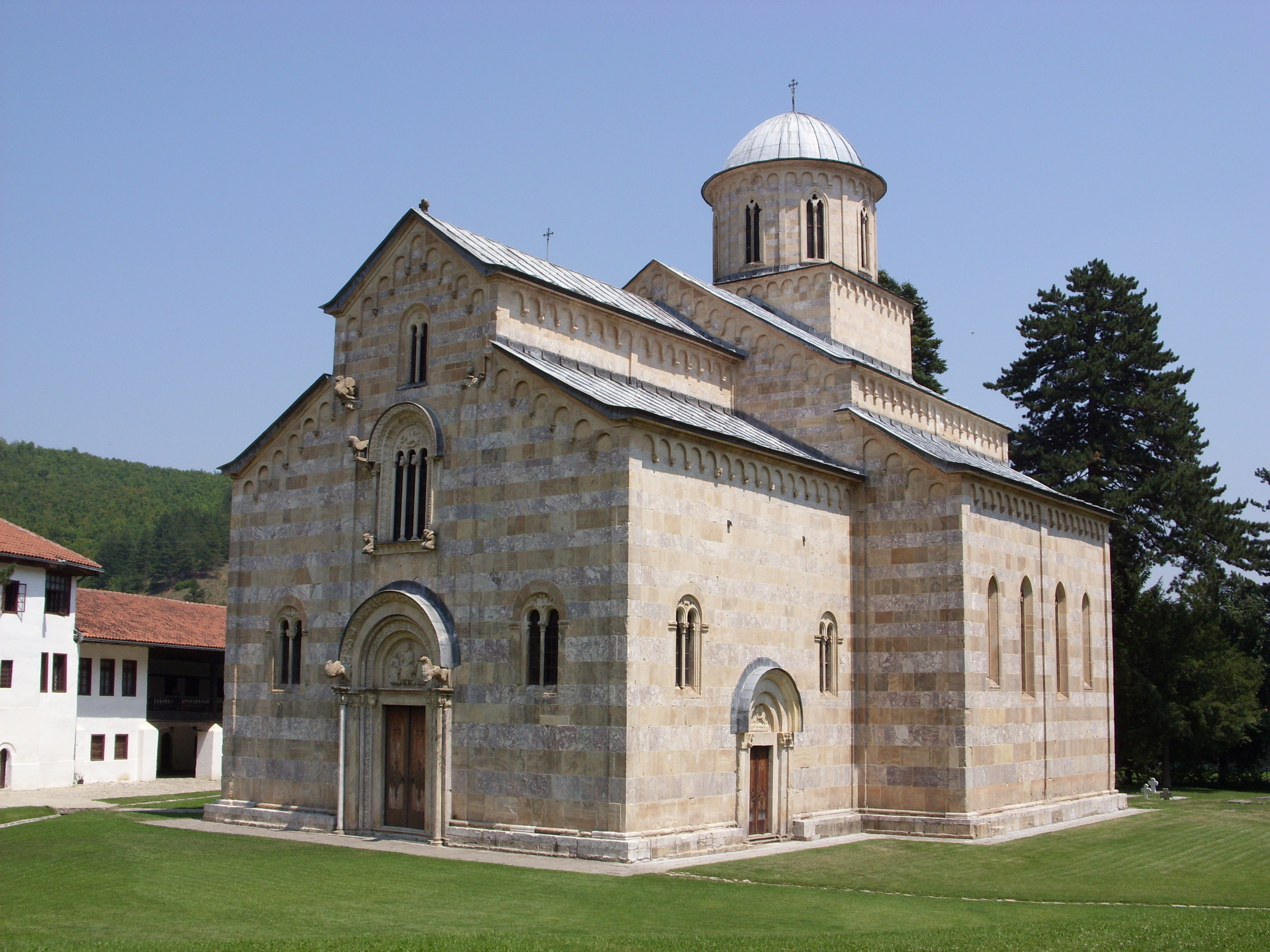
Собор Спаса Вседержителя

Главный собор посвящён Спасу Вседержителю (Пантократору) и сложен из пурпурного, светло-жёлтого и чёрного мрамора. Работу осуществляли строители под началом францисканского монаха Вита из Котора. Он отличается от других сербских храмов того времени своими внушительными размерами и заметными романскими чертами. Церковь Пантократора имеет сложную структуру — это 5-нефная в центральной части и 3-нефная в притворе базилика. Сочетающая черты базилики и крестово-купольного храма церковь отличается стройными, гармоничными пропорциями, богатством декоративного убранства (двухцветные ряды полированного мрамора на фасадах, беломраморные рельефы с сочными узорами).
В интерьере церкви находятся около 1000 изображений отдельных святых, все основные сюжеты Нового завета, фрески с портретами царей из рода Неманичей (XIV в.). В монастырской ризнице сохранились также произведения сербского ювелирного искусства, около 60 икон XIV—XVII вв. (самая богатая коллекция икон в Сербии), имеется деревянный иконостас XIV века, трон игумена и резная гробница короля Стефана III.
В 2004 году монастырь был внесен в перечень объектов Всемирного Наследия ЮНЕСКО. Фрески монастыря были охарактеризованы как «одни из наиболее ценных экспонатов палеологовского ренессанса в византийском изобразительном искусстве» и «ценное отображение жизни XIV века». В 2006 году он был зачислен в список всемирного наследия, находящегося под угрозой, по причине возможных атак албанских боевиков. Находится под защитой KFOR.
30 марта 2007 года рядом с монастырём раздался взрыв. Епископ Феодосий, настоятель монастыря, констатировал, что взрыв — это следствие миномётного обстрела.
Монастырь внесён в список семи объектов культурного наследия Европы, находящихся под наибольшей угрозой, составленный общеевропейской федерации ассоциаций «Europa nostra».

## Настоятели
- Леонтий Нинкович (1919—1946)
- Макарий Попович (1947—1977)
- Иустин Тасич (1977—1992)
- Феодосий (Шибалич) (22 октября 1992—2004)
- Савва Янич (с 2011)

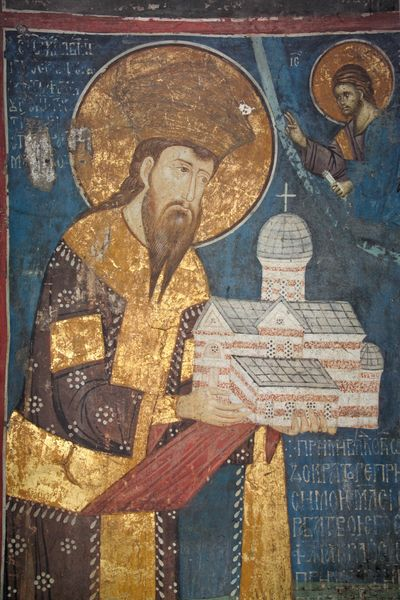
Стефан Душан преподносит Иисусу Христу макет церкви
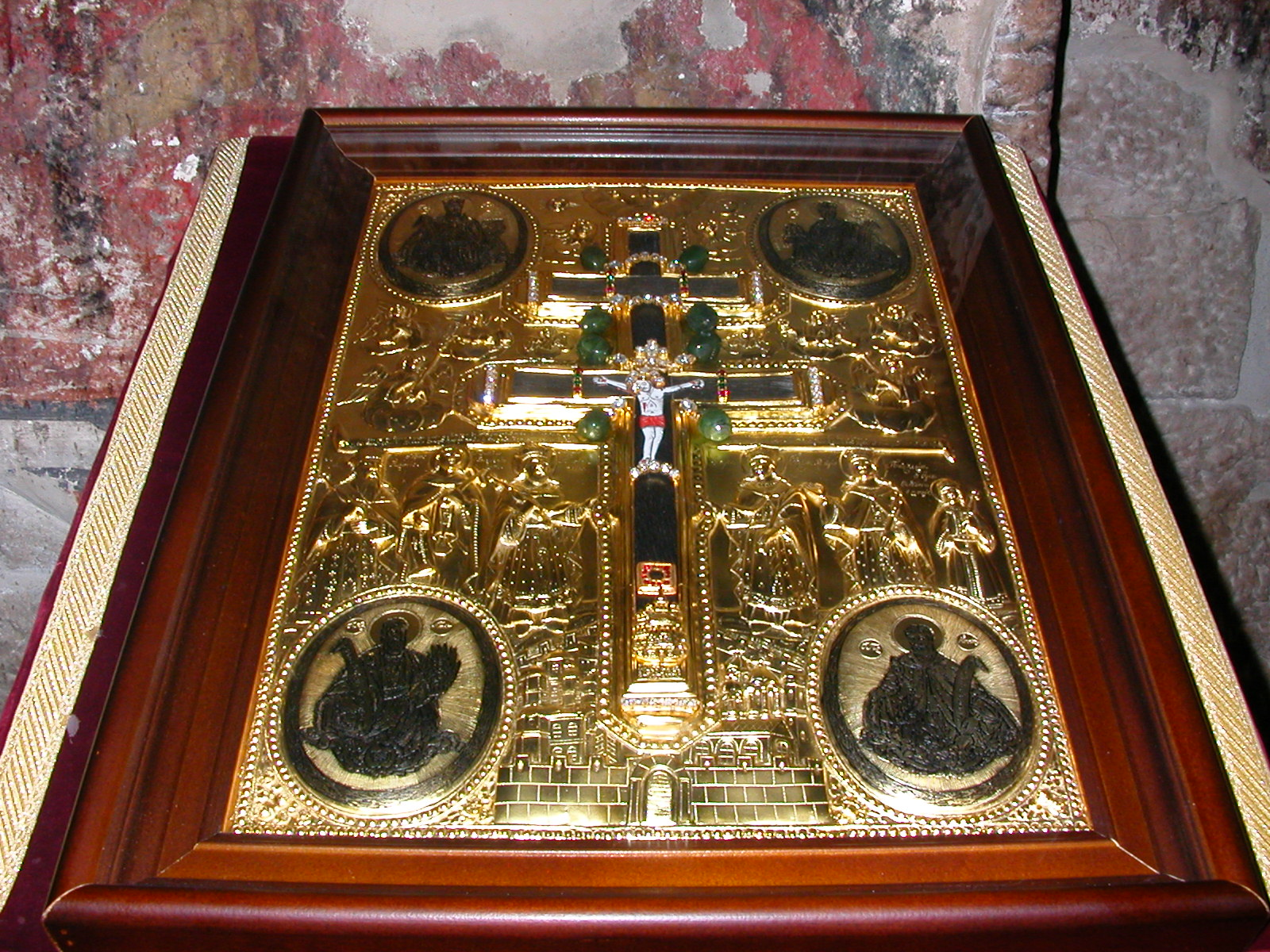
Реликварий с частицей Животворящего Креста
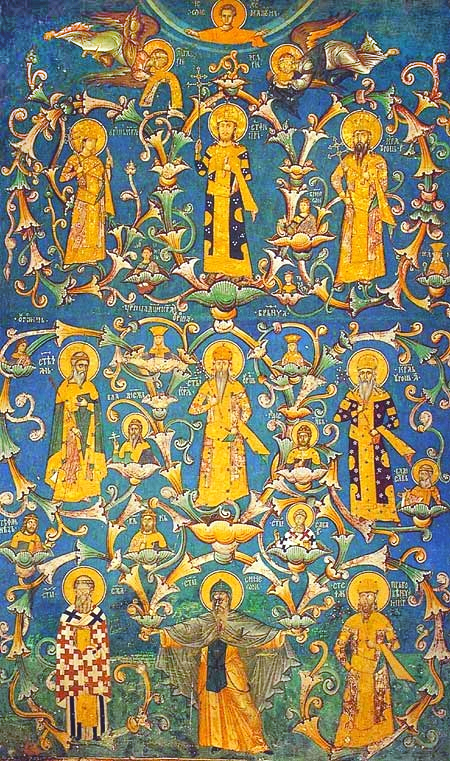
«Лоза Неманичей» (родословное древо Неманичей)